# Alfred Desmasures
Alfred Desmasures est un journaliste, écrivain, essayiste et historien français, né à Mondrepuis le 20 janvier 1832 et mort le 27 mars 1893 à Hirson.

## Biographie

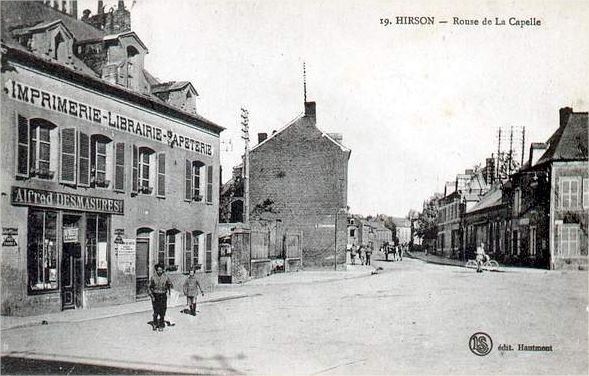
Imprimerie, Place Villemant (anciennement Place d'Arme)

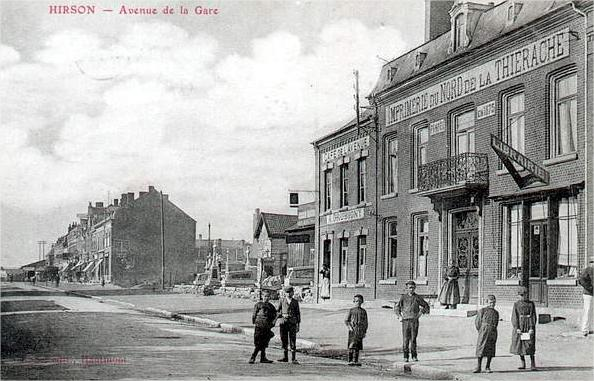
Imprimerie du Nord de la Thiérache, Avenue François-Mitterrand (anciennement Avenue de la Gare)

Il est le fils de Antoine Desmasures, cultivateur et de Pélagie Baillet, fileuse.
Connu pour ses idées républicaines, il a été condamné à quatre mois de prison en 1855 pour "colportage d’écrits politiques".
Du 9 au 15 septembre 1870, il fut nommé préfet de l’Aisne par intérim.
D'abord mercier, il devint libraire et imprimeur à l'automne 1879 à Hirson, mais également journaliste, écrivain, essayiste et historien. Auteur de nombreux ouvrages sur l’histoire de la Thiérache, il fonda plusieurs journaux (Le Nord de la Thiérache, l'Hirsonnais, la Thiérache Républicaine).
Il fut membre de la Société académique de Saint-Quentin.
En juin 1880, il est nommé correspond de la Société archéologique et historique de Vervins et de la Thiérache.
Le musée-centre de documentation de la ville de Hirson porte son nom.

## Écrits
- Histoire des communes du canton de Trélon et notes historiques sur ses environs, Avesnes, Imprimerie de Dubois-Viroux, 1860, 110 p. (lire en ligne)
- Histoire des communes du canton d'Hirson suivie de la biographie des hommes célèbres nés dans ce canton, et de notes historiques, Imprimerie de Papillon, 1863[5]
- Histoire de la Révolution dans le département de l'Aisne 1789, Imprimerie de A. Flem, successeur de Papillon, 1869 (lire en ligne)
- Propagande républicaine. Cahier d'un paysan. Étude sur la constitution politique de la France, décembre-Alonnier, 1872
- De l'organisation de la démocratie : propagande patriotique, Imprimerie de Bugnicourt, 1873 [lire sur Wikisource]

- La République française en 1879, Imprimerie de Mauclère-Dufour, 1878 [lire sur Wikisource]
- Histoire de Saint-Michel en Thiérache, Imprimerie-librairie du Nord de la Thiérache, 1883
- Histoire des villages de Buire, d'Éparcy et de La Hérie, Imprimerie du Nord de la Thiérache, 1892
- Histoire du village de Bucilly et de son abbaye, Imprimerie du Nord de la Thiérache, 1892, 30 p.
- Histoire de la ville d'Hirson, Imprimerie du Nord de la Thiérache, 1892
- Éphémérides du nord de la France, 1867